# 網巢病毒目
网巢病毒目（学名：Nidovirales）又稱成套病毒目、套式病毒目，是正單鏈RNA病毒的一個目，包含感染脊椎動物（魚類、兩生類、爬行類、鳥類與哺乳類）和無脊椎動物（扁形動物、節肢動物與軟體動物）的病毒。網巢病毒目的病毒基因組為不分段的線性單鏈RNA，具5′端帽與多腺苷酸尾，基因組較小者僅12,700nt（某些動脈炎病毒），大者則約30,000nt（如冠狀病毒），基因組最大的RNA病毒渦蟲分泌細胞網巢病毒（PSCNV）即為本目的病毒，共長41,103nt。網巢病毒目的學名來自拉丁文的nido（意指「巢」），得名自本目病毒感染時會轉錄產生成套的次基因組RNA。

## 分類
1996年有學者將冠狀病毒科與動脈炎病毒科合併為一新目，即網巢病毒目，後來前者一度被分成冠狀病毒亞科與環曲病毒亞科，近年兩者都被提升至科的層級；2002年本目第一個感染無脊椎動物的科桿狀網巢病毒科被發表，以對蝦為宿主。目前國際病毒分類委員會（ICTV）將網巢病毒目分為8個亞目共14個科，其中8個科以脊椎動物為宿主，6個科以無脊椎動物為宿主：
- 深海網巢病毒亞目 Abnidovirineae
  - 深海病毒科 Abyssoviridae：感染軟體動物（海兔）
- 動脈炎網巢病毒亞目 Arnidovirineae
  - 動脈炎病毒科 Arteriviridae：感染哺乳動物（馬、豬、負鼠、非人靈長類、鼠類）
  - Cremegaviridae：感染爬行類（龜）
  - Gresnaviridae：感染爬行類（蛇）
  - Olifoviridae：感染爬行類（蛇）
- 冠狀網巢病毒亞目 Cornidovirineae
  - 冠狀病毒科 Coronaviridae：
    - 冠狀病毒亞科 Orthocoronavirina：感染哺乳動物、鳥類與爬行類
    - 勒托病毒亞科 Letovirinae：感染兩生類、魚類與無頷類（七鰓鰻）
- 中套病毒亞目 Mesnidovirineae
  - Medioniviridae：感染軟體動物與海鞘
  - 中套病毒科 Mesoniviridae：感染節肢動物（蚊子）
- Monidovirineae
  - Mononiviridae：感染扁形動物（渦蟲）
- Nanidovirinae
  - Nanghoshaviridae：感染魚類
  - Nanhypoviridae：感染魚類
- 桿狀套病毒亞目 Ronidovirineae
  - Euroniviridae：感染節肢動物（甲殼類）
  - 桿狀套病毒科 Roniviridae：感染節肢動物（甲殼類）
- 托巴套氏病毒亞目 Tornidovirineae
  - 托巴套氏病毒科 Tobaniviridae：感染魚類、哺乳類（牛、馬、豬）、爬行類（蛇）

## 外部連結
- Nidovirales （页面存档备份，存于）—ICTVdB—The Universal Virus Database, version 4.
- 醫學主題詞表（MeSH）：Nidovirales
- NIH/MeSH
- "The Nidoviruses" ISBN 0306466341